# 炘
“炘”字见于殷墟甲骨卜辞，在三期甲骨文中写作，从火从，郭沫若隶定为“炘”。“炘”与岳同见于合集30413片甲骨，并同受到殷人的燎祭，江林昌等认为这种同版关系说明“炘”与“岳”神性相同。但仍不明“炘”是否是商朝先公。

## 参阅
- 岳—岳神、山神
- 土—土神、社神，可能指相土
- 河—河神、川神，可能指冥